# Света преподобна Поликсенија
Света преподобна Поликсенија је светитељка православне и католичке цркве. Заједно са сестром Светом Ксантипом празнује се 23. септембра.
Била је шпанског порекла и живела је средином првог века, у време владавине Клаудија (41-54.). Чула је проповед апостола Петра и апостола Филипа у Грчкој и постала је ученица апостола Андреја, који ју је и крстио. У Шпанији је провела остатак живота заједно са својом сестром Ксантипом, проповедајући веру Христову и чинећи многа чуда.